# ルイージ・ロッシ (画家)

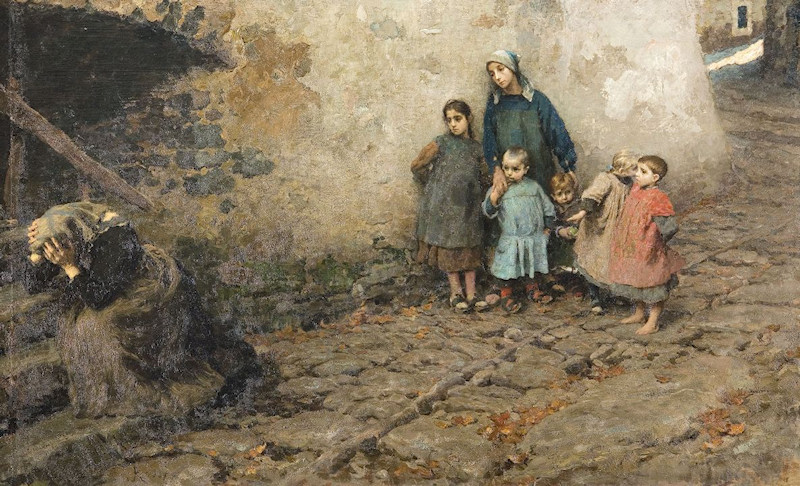
苦痛を学ぶ(La scuola del dolore) (1895)

ルイージ・ロッシ（Luigi Rossi、1852年3月10日 - 1923年8月6日）はスイス生まれのイタリアの画家、イラストレーターである。

## 略歴
スイスのイタリア語圏の州、ティチーノ州のCastagnola（後にルガーノの一部となった。）に生まれた。ミラノのブレラ美術学校でジュゼッペ・ベルティーニに学んだ。1871年から社会性をもった風俗画を展覧会に出展するようになった。
スイス出身であるため、ロッシの作品はイタリアの展覧会の重要な賞を与えれることはなかった。1880年代は風景画や、農民を題材にした作品や人物画も描くようになった。
1885年から1888年の間は、パリに滞在し。書籍の挿絵も描くようになり、アルフォンス・ドーデやピエール・ロティらの著作の挿絵を描いた。ミラノに戻った後、象徴主義の詩人、ルチーニ(Gian Pietro Lucini)と知り合い象徴主義の作品も描くようになった。イタリアの国際的な美術展に出展し、1921年にはミラノで個展を開いた。

## 作品

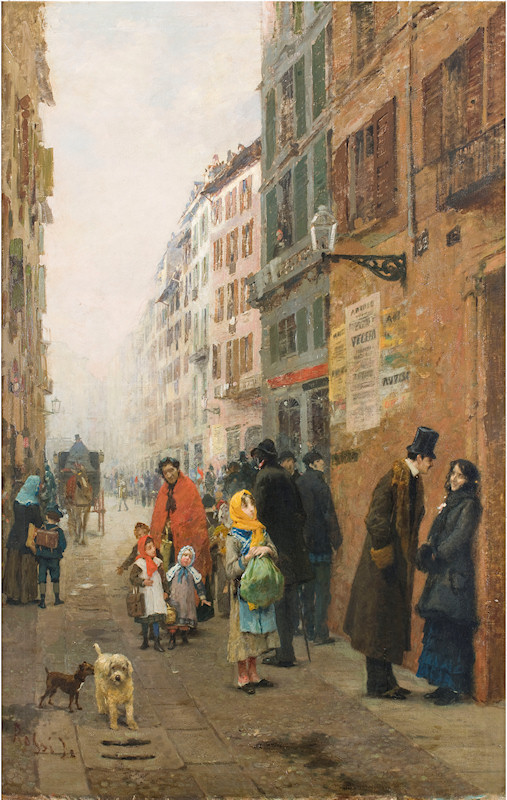
ミラノの通り(1881)
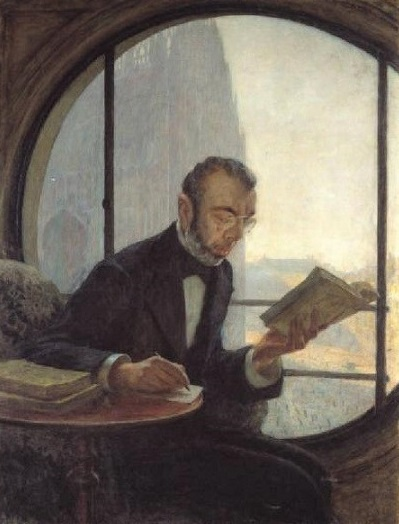
肖像画（c.1920)
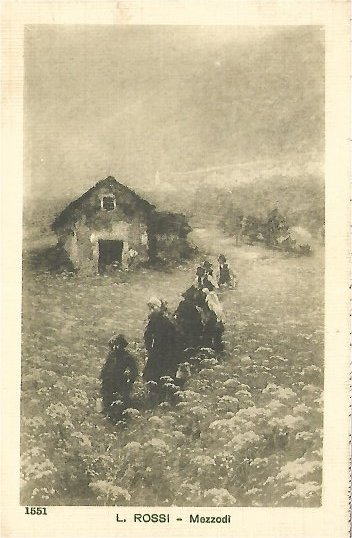